# Carte Zeno
 (avril 2016).
La carte de Zeno est une représentation de l'Atlantique nord éditée pour la première fois en 1558 à Venise, sous le titre de Découverte des îles de Frislanda, Manda, etc. par Nicolo Zeno, un descendant d'un célèbre navigateur vénitien du même nom, Nicolo Zeno, un des frères Zeno.

## Présentation générale

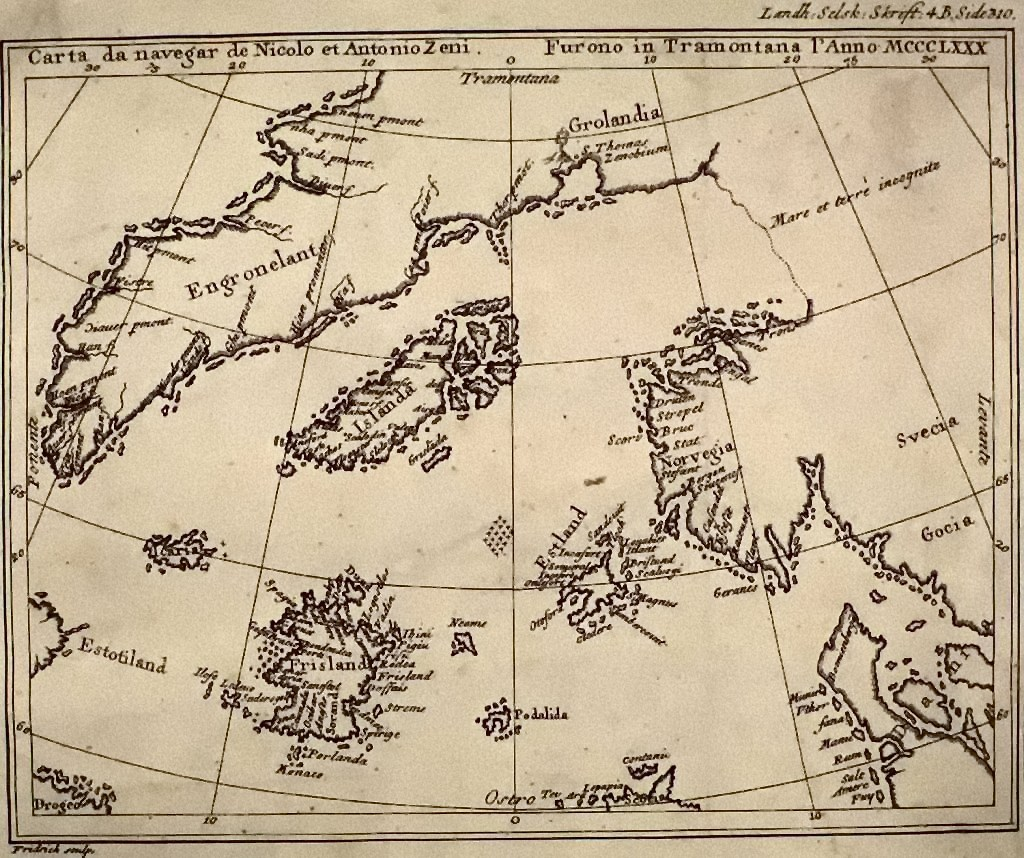
Représentation de la carte de Zeno

La carte fut publiée avec une série de lettres découvertes dans la maison familiale des Zeno à Venise. La carte et les lettres dateraient de la fin du XIVe siècle. Les écrits relateraient des voyages d'exploration entre 1391 et 1395 par les frères Zeno sous la direction d'un prince appelé Zichmni et qui pourrait être le comte Henry Sinclair. Les récits de voyage indiquent que ces hardis marins auraient atteint les côtes américaines de l'Atlantique nord.
Les historiens mettent en doute la véracité de la découverte familiale du courrier et de la carte. La carte et les récits de voyages des frères Zeno, qui inventent des iles fictives aux noms fabuleux, sont une mystification. Certains pensent que la publication étant postérieure aux voyages transatlantiques de Christophe Colomb et d'autres navigateurs, une telle publication a pu être permise rétroactivement. Au milieu du XVIe siècle, de nombreux portulans circulent parmi les marins. Il était donc possible de se procurer une carte de l'océan Atlantique et des côtes américaines à cette époque, telle la carte de Olaus Magnus connue sous le nom de Carta Marina.
Néanmoins le rapprochement de certains noms de lieux, notamment Drageo de la langue Micmac reste plausible.

## Détail de la carte

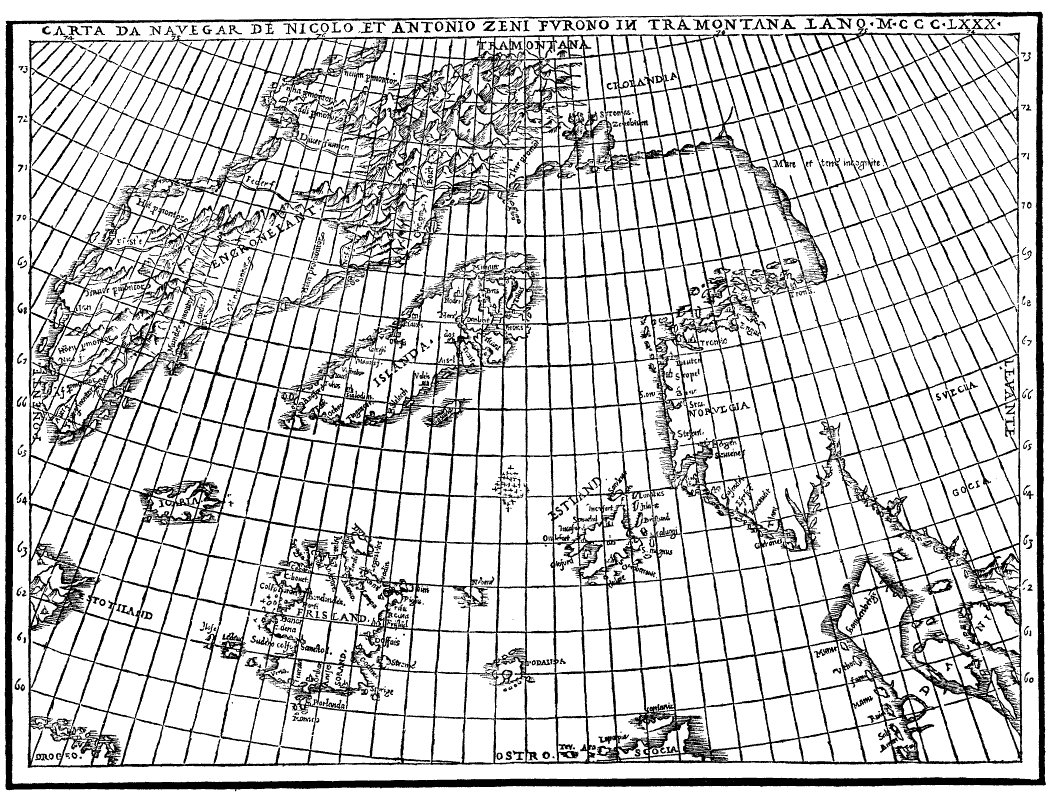
Portulan d'après la carte de Zeno

Représentations fantaisistes d'îles connues et inconnues, telles que Frisland qui pourrait être les îles Féroé mais avec des dimensions exagérément surévaluées et l'île d'Icaria qui ne s'apparente à rien de connu.
Le reste de la carte possède des proportions raisonnables et des territoires vraisemblables.
Représentation de :
- la Norvège (Norvegia)
- la Suède (Svecia)
- le Danemark (Dania)
- les Shetland (Estland)
- les îles Féroé (Frisland)?
- l'Écosse (Scocia)
- l'Islande (Islanda) ;
- le Groenland (Engronelant),
- Estotiland qui apparaît être la côte-Est du Labrador ou Terre-Neuve.
- Drogeo qui pourrait être Terre-Neuve ou la Nouvelle-Écosse.

## Estotiland
Plusieurs explications sont avancées pour comprendre l'origine du mot.
- Estocafis ou estocafic, deux homonymes actuels de morue utilisés dans des recettes de cuisine méditerranéennes, (stockfish en anglais), poisson pêché dans les parages depuis des siècles.
- Déformation du mot Escociland, terre des Écossais (Les frères Zeno parlent d'une population, d'origine certainement Vikings, accueillante et ayant des bibles en latin).
- De l'anglo-germain east/ost-out-land, L'Est des terres d'au-delà ?

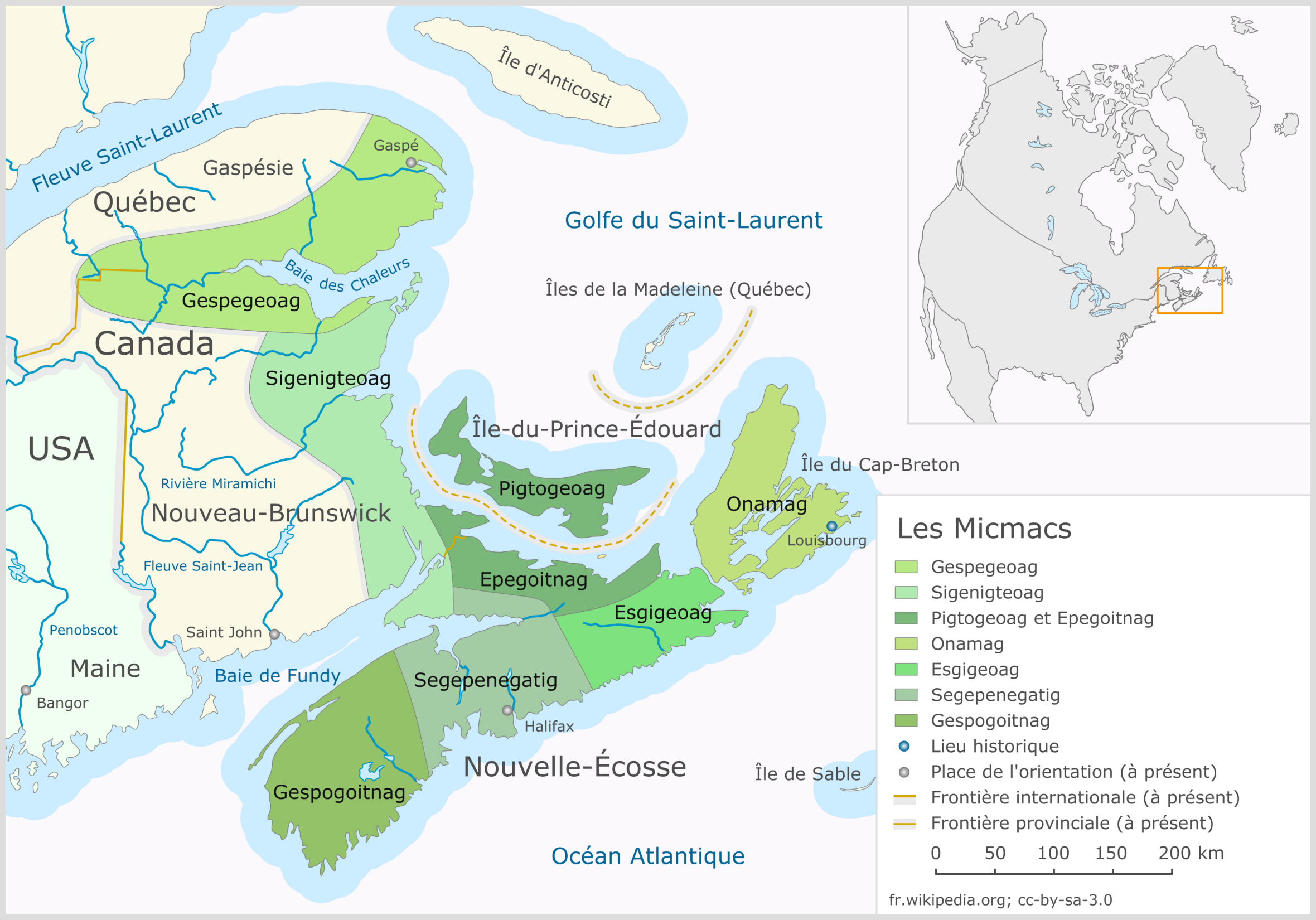
Carte des territoires Micmacs

## Drogeo et la langue Micmac
Le terme Drogeo s'apparente aux noms que les amérindiens Micmacs donnèrent à différents lieux de leur territoire.
 Nous retrouvons la phonétique [geo] de Drogeo dans les lieux tels que Gespegeoag, pigtogeoag, Esgigeoag.
 Cela tendrait à prouver la véracité de cette carte, Drogeo pouvant être Drogeoag que l'équipage de Nicolo Zeno aurait tronqué en Drogeo par méconnaissance de la langue des Micmacs.